# Kyle Balda
Kyle Balda (Tucson, 9 marzo 1971) è un animatore e regista statunitense, conosciuto per aver diretto nel 2012 il film animato Lorax - Il guardiano della foresta con Chris Renaud e nel 2015 il film Minions con Pierre Coffin. Ha anche lavorato come animatore a film come Jumanji, Toy Story 2 e a Cattivissimo me. Ha lavorato per molti anni alla Pixar Animation Studios mentre ora lavora alla Illumination Entertainment..

## Biografia
Nato in Arizona, ha studiato al California Institute of the Arts agli inizi degli anni 90. Inizia la sua carriera da animatore alla Industrial Light & Magic lavorando a film come Jumanji, The Mask e Mars Attacks!. Lavora anche per la Weta Digital. Successivamente passo alla Pixar dove lavora come animatore a molte pellicole dello studio come: Toy Story 2 nel (1999) e Monsters & Co. nel (2001). Nel 2010 arriva alla Illumination dova lavora per Cattivissimo me. Nel 2012 riceve l'incarico di dirigere Lorax - Il guardiano della foresta mentre nel 2015 dirige lo spin off di Cattivissimo me, Minions, che incassa nel mondo 1 miliardo dollari.

## Filmografia

### Animatore
- The Mask, regia di Chuck Russell (1994)
- Jumanji, regia di Joe Johnston (1995)
- Mars Attacks!, regia di Tim Burton (1996)
- Sospesi nel tempo (The Frighteners), regia di Peter Jackson (1996)
- A Bug's Life - Megaminimondo (A Bug's Life), regia di John Lasseter (1998)
- Toy Story 2 - Woody e Buzz alla riscossa (Toy Story 2), regia di John Lasseter, Lee Unkrich e Ash Brannon (1999)
- Monsters & Co. (Monsters, Inc.), regia di Pete Docter, Lee Unkrich e David Silverman (2001)
- Cattivissimo me (Despicable Me), regia di Pierre Coffin e Chris Renaud (2010)

### Regista
- Lorax - Il guardiano della foresta (The Lorax) (2012)
- Minions (2015)
- Cattivissimo me 3 (Despicable Me 3) (2017)
- Minions 2 - Come Gru diventa cattivissimo (Minions: The Rise of Gru) (2022)